# 패치 워천
패트릭 '패치' 워천(Patrick 'Patsy' Watchorn, 1944년 10월 16일~)은 아일랜드의 포크 가수이다. 1960년대 중반에 더 졸리 팅커스(The Jolly Tinkers)였다가 더 퀘어 펠러스(The Quare Fellas)로 이름을 바꾼 4인조 그룹의 멤버로 포크 음악계에 데뷔하였다. 더 퀘어 펠러스는 이후 이름을 더블린 시티 램블러스(Dublin City Ramblers)로 바꾸었다. 패치 워천은 1995년까지 더블린 시티 램블러스 멤버로 활동했다. 악기로는 5현 밴조, 보란, 스푼을 다룬다. 패치 워천이 메인 보컬을 부른 히트 곡으로는 <The Rare Old Times> 와 <The Ferryman> 이 대표적이다. 4현 밴조와 만돌린을 다루는 숀 맥기네스(Sean McGuiness)와 함께 그룹의 아이콘이었다. (다른 멤버들이 자주 교체된 반면 이 둘은 고정이었다는 뜻.) 그러나 1995년에 더블린 시티 램블러스를 탈퇴하였고 DCR은 3인조로 전환하게 되었다. 패치 워천은 10년간 솔로 가수로 활동하였고, 제리 오코너가 동역자로 함께 반주를 해 주었다. 2005년에 더 더블리너스에 가입했다. 더 더블리너스에서 7년 동안 숀 캐넌과 함께 메인 보컬을 맡았다. 패디 레일리와 마찬가지로 패치 워천도 자기가 DCR 시절에 불러서 히트 친 곡들을 더 더블리너스 레퍼토리에 추가시켰다. 2012년 12월 30일 존 시헌의 은퇴로 그룹은 해산되었고, 패치 워천은 숀 캐넌, 이몬 캠벨, 그리고 오랜 동역자이며 바니 매케너 사후에 세션 뮤지션을 많이 맡아 본 제리 오코너와 함께 2013년 2월부터 후속 그룹인 더 더블린 레전즈 멤버로 활동할 예정이다.